# Musique de bande-annonce
 (décembre 2022).
La musique de bande-annonce ou pré-bande-annonce (en anglais trailer music) est une musique de fond, souvent orchestrale et épique, utilisée pour les bandes-annonces des nouveaux films et plus récemment de certains jeux vidéo. Le but de cette musique vise à compléter et accompagner le message des bandes-annonces (trailers) afin de promouvoir la sortie des films. Ces musiques ne faisant généralement pas partie de la bande originale du film, elles ne sont que rarement distribuées commercialement.
Il peut parfois s’agir d’une reprise d’un thème de musique de film comme dans la campagne du Seigneur des Anneaux, Gladiator, Sunshine, Babylon A.D. (le thème du film Requiem for a Dream remixé) ou de musiques classiques (Carmina Burana de Carl Orff, Requiem de Mozart).
En 1984, John Beal, l'un des plus grands compositeurs de musiques de bande-annonce pour le cinéma et la télévision, crée le Reeltime Music Incorporated et devient le premier fournisseur de musique de bande-annonce pour le cinéma et la télévision, comprenant des campagnes de ses films Forrest Gump, Titanic, The Matrix, Aladdin, Braveheart ou encore Star Wars.
Depuis les années 1990, des groupes de studio produisent de la musique de bande-annonce. Les plus connus sont Two Steps from Hell, E.S. Posthumus, X-Ray Dog, Immediate Music et Audiomachine. Ils produisent une musique qui n'est originellement disponible que pour l'industrie du cinéma, cependant certains d'entre eux ont composé des albums publics en réponse aux attentes grandissantes des fans. Leurs créations relèvent alors de la musique dite épique.

## Liste des groupes studios
Liste non exhaustive d'entreprises spécialisées dans la création de musiques de bandes-annonces :
- 2WEI
- Ars Arcana
- Audio Network
- Audiomachine
- Boomerang Music
- Brand X Music
- Brian Tyler
- Brickwall Audio
- City of the Fallen
- Corner Stone Cues
- Epic Score
- E.S. Posthumus
- Extreme Music
- Fired Earth Music
- Full Tilt
- Future World Music
- Globus
- Groove Addicts
- Immediate Music
- Impact Music
- Killer Tracks
- KPM Musichouse
- Remote Control Productions
- MegaTrax
- Pfeifer Broz. Music
- Phil Rey
- Position Music
- PostHaste music
- RipTide Music
- Sencit Music
- Shockwave Sound
- Sonic Symphony
- Two Steps from Hell
- West One Music
- X-Ray Dog
- Hi-Finesse
- Really Slow Motion
- Theta Sound Music
- Twelve Titans Music